# Monastero di Pakhangyi
Il monastero di Pakhangyi (in birmano ပခန်းကြီးကျောင်း), ufficialmente conosciuto come Kyaungdawgyi (in birmano ကျောင်းတော်ကြီး) è un monastero buddista situato a Yesagyo Township, nella regione di Magway, in Birmania. Fu costruito durante il regno della dinastia Konbaung, alla fine del XVIII secolo, utilizzando 254 pilastri di legno di teak. Il monastero fu restaurato nel 1992, quando venne riportato al suo aspetto originale. Nel 1996 il Dipartimento di archeologia del governo della Birmania ha presentato questo monastero, insieme ad altri del periodo Konbaung, per l'inclusione nella lista dei patrimoni dell'umanità dell'UNESCO.